# うみへび座ゼータ星
うみへび座ζ星（うみへびざゼータせい、ζ Hya / ζ Hydrae）は、うみへび座の3等星。うみへび座の頭の部分では最も明るい恒星である。
黄色の巨星または輝巨星。